# Serhij Krywzow
Serhij Andrijowytsch Krywzow (ukrainisch Сергій Андрійович Кривцов; * 15. März 1991 in Saporischschja) ist ein ukrainischer Fußballspieler, der in der Major League Soccer bei Inter Miami unter Vertrag steht.

## Karriere

### Verein
Krywzow stammt aus der Nachwuchsabteilung von Metalurh Saporischschja. Am 30. April 2007 debütierte er in der zweiten ukrainischen Liga beim 0:1 im Spiel der zweiten Mannschaft von Metalurh gegen Jawir Krasnopillja. Sein Debüt für die erste Mannschaft gab der Defensivspieler im Alter von 17 Jahren am 3. Mai 2008 beim 1:1 in der höchsten ukrainischen Spielklasse gegen Tschornomorez Odessa.
2010 wechselte er gemeinsam mit seinem Klubkameraden Taras Stepanenko zu Schachtar Donezk. Sein erstes Spiel für Schachtar bestritt Krywzow am 10. November 2010 beim 1:0-Sieg im ukrainischen Pokal gegen seinen alten Verein Metalurh Saporischschja. In seiner ersten Saison kam er zu zwei weiteren Einsätzen in der Liga. Am Ende der Spielzeit gewann Schachtar das Triple aus Meisterschaft, Pokal und Supercup. In der folgenden Saison bestritt er sechs Spiele, davon fünf in der Liga. Schachtar verteidigte den Titel in der Premier Liha und im ukrainischen Pokal. In der Saison 2012/13 gelang ihm der Durchbruch zum Stammspieler. Bis zum Sommer 2021 wurde Krywzow mit Schachtar Donezk achtmal Meister, siebenmal Pokalsieger sowie siebenmal ukrainischer Supercupsieger.

### Nationalmannschaft
Krywzow durchlief sämtliche ukrainischen Juniorennationalmannschaften ab der Altersklasse U-17 aufwärts. Mit der U19-Nationalmannschaft gewann er bei der U-19-Fußball-Europameisterschaft 2009 im eigenen Land den Titel. Er stand auch im ukrainischen Kader bei der U-21-Fußball-Europameisterschaft 2011 in Dänemark. Krywzow kam in allen drei Gruppenspielen zum Einsatz. Die Ukraine schied nach der Vorrunde als Gruppenletzter aus.
Seinen ersten Einsatz für die A-Nationalmannschaft hatte er am 6. September 2011 bei einer 0:4-Niederlage in einem Freundschaftsspiel gegen die Tschechische Republik. Krywzow spielte über die volle Distanz von 90 Minuten.
Bei der Europameisterschaft 2021 stand er im Aufgebot der Ukraine und kam zu zwei Einsätzen. Nachdem er in der Vorrunde nicht berücksichtigt worden war, spielte er beim 2:1 nach Verlängerung im Achtelfinale gegen Schweden über die volle Distanz. Im Viertelfinalspiel gegen England wurde er in der 35. Minute beim Stand von 0:1 gegen Wiktor Zyhankow verletzungsbedingt ausgewechselt, nachdem er einen Schuss des Engländers Mason Mount abgeblockt hatte. Die Ukraine verlor das Spiel mit 0:4 und schied aus.

## Erfolge
- Ukrainischer Meister: 2011, 2012, 2013, 2014, 2017, 2018, 2019 und 2020
- Ukrainischer Pokalsieger: 2011, 2012, 2013, 2016, 2017, 2018 und 2019
- Ukrainischer Supercup: 2010, 2012, 2013, 2014, 2015, 2017 und 2021
- U-19-Europameister: 2009